# Биг-Фолс (город, Миннесота)
Биг-Фолс (англ. Big Falls) — город в округе Кучичинг, штат Миннесота, США. На площади 15,6 км² (15,6 км² — суша, водоёмов нет), согласно переписи 2002 года, проживают 264 человека. Плотность населения составляет 16,9 чел./км².
- Телефонный код города — 218
- Почтовый индекс — 56627
- FIPS-код города — 27-05680[1]
- GNIS-идентификатор — 0640086[2]